# 988
| 988                |
| ------------------ |
| Dødsfald - Fødsler |
|                    |

| Gregoriansk kalender | 988 CMLXXXVIII          |
| Ab urbe condita      | 1741                    |
| Armensk kalender     | 437 ԹՎ ՆԼԷ              |
| Kinesiske kalender   | 3684 – 3685 丁亥 – 戊子 |
| Etiopisk kalender    | 980 – 981               |
| Jødisk kalender      | 4748 – 4749             |
| Hindukalendere       |                         |
| - Vikram Samvat      | 1043 – 1044             |
| - Shaka Samvat       | 910 – 911               |
| - Kali Yuga          | 4089 – 4090             |
| Iransk kalender      | 366 – 367               |
| Islamisk kalender    | 377 – 378               |

Se også 988 (tal)

## Begivenheder
- Vladimir 1. af Kiev bliver kristen og ægter Anna, søster til den østromerske kejser Basileios 2.
- Byen Odense nævnes for første gang, i et dokument fra den tysk-romerske kejser Otto 3.